# STS-94
STS-94 byla třiadvacátá mise raketoplánu Columbia. Celkem se jednalo o 84. misi raketoplánu do vesmíru. Cílem letu byl let laboratoře Spacelab MSL.

## Posádka
- James D. Halsell (3) velitel
- Susan Kilrainová (tehdy Stillová) (1) pilot
- Janice E. Vossová (3) velitel užitečného zatížení
- Donald Alan Thomas (3) letový specialista 2
- Michael L. Gernhardt (2) letový specialista 3
- Roger K. Crouch (1) specialista pro užitečné zatížení 1
- Gregory T. Linteris (1) specialista pro užitečné zatížení 2

V závorkách je uvedený dosavadní počet letů do vesmíru včetně této mise.